# Anette Holm
Anette Holm var chef för IT-enheten i Stockholms stad. 2009 blev hon utsedd av Computer Sweden till Sveriges mäktigaste kvinna inom IT och 2010 den näst mäktigaste. Holm var en av ledamöterna i Digitaliseringsrådet 2011-12
Hon slutade som IT-chef på Stockholm Stad 2015.